# Fotoaparat
Fótoaparát (okrajšava za fotográfski aparát) ali fotográfska kámera (okrajšano kámera, iz angleškega izraza camera), je naprava za zajemanje svetlobe, ki ima na enem koncu objektiv za ustvarjanje svetlobne slike, na nasprotnem pa enoto za njeno shranjevanje. 
Danes so v rabi različne vrste fotoaparatov, delimo jih lahko po formatu svetlobnega tipala in/ali filmskega traku; vse te skupaj pa še glede na shranjevalni medij. Analogni fotoaparati svetlobo iz objektiva sprejemajo na filmski trak, medtem ko digitalni za to uporabljajo tipala iz svetlobno občutljivih elektronskih elementov, podatke pa zapisujejo na različne pomnilniške medije. Po končanem fotografiranju je treba pri analognih fotoaparatih razviti (negativni) film in šele s tega narediti fotografije na papir. Neposredno s filma je mogoče vsak posnetek preslikati v digitalno obliko.

## Delitev fotoaparatov

### Mobilni fotoaparati
Digitalne kamere tega razreda uvrščamo med naprave z nižjo ločljivostjo. Na splošno lahko izdelajo slike z ločljivostjo do 2MP, pri velikosti 1600x1200 pik, vendar številni izdelovalci ponujajo tudi kamere s še višjo ločljivostjo. Slike so primerne za pošiljanje razglednic, prikazovanje na zaslonu in uporabo po spletu. Odtisi so zaradi slabe kakovosti kamer slabši, prav tako niso razvidne podrobnosti. Objektiv s povečavo imajo le redki telefoni. 
Tovrstne kamere so namenjene splošni in nezahtevni uporabi, pri kateri je bolj pomembno zabeležiti neki dogodek, kot pa posneti kakovostno fotografijo.

### Kompaktni fotoaparati
Kompaktni fotoaparati so najmanjši, najlažji, najcenejši in tudi daleč najenostavnejši za uporabo, zato so najbolj razširjeni. 
Fotoaparati tipa »nameri in sproži«, ki so bili do nedavnega na trgu prevladujoči, nimajo prikazovalnika LCD, pri fotografiranju z njimi vidimo prizor skozi od objektiva ločeno iskalo, kar je velika slabost teh kamer. Skozi ločeno iskalo nikoli ne vidimo točno tistega, kar bo potem na sliki. Napaka, imenovana paralaksa, nastane zaradi razmika med iskalom in objektivom. Z nižanjem cen in napredkom tehnologije danes fotoaparate tipa »nameri in sproži« izrivajo sodobnejši aparati iz srednjega cenovnega razred, z zaslonom LCD ki služi kot iskalo in pregledovalnik slik. 
Vsi kompaktni fotoaparati imajo fiksen objektiv, ki ga ni mogoče sneti z aparata in zamenjati z drugim. To je za zahtevne fotografe velika ovira, amaterjem pa prihrani odstranjevanje nadležnega prahu na svetlobnem tipalu.
Profesionalni kompaktni fotoaparat se od preprostejših razlikuje v boljši kakovosti in dodatnih funkcijah. Zahtevnim fotografom nudi skoraj enake možnosti kot zrcalno-refleksni fotoaparat.
Tovrstne kamere imajo močnejše ohišje, ki ustreza pogosti uporabi v različnih razmerah na terenu. Zmogljivost svetlobnega tipala je navadno 5 ali več megapikslov, kar zagotavlja boljšo sliko na zaslonu in v tiskanih publikacija. Med funkcijami je popolna kontrola zaslonke, velik razpon občutljivosti ISO in nastavitev beline. Za dobre posnetke je potrebno vsaj osnovno poznavanje fotografskih tehnik, ker fotoaparati večinoma ne vključujejo algoritmov za boljšo osvetlitev ipd. Omogočajo uporabo različnih vrst baterij, pomnilniških medijev in dodatkov (močnejše bliskavice, filtrov, izmenljivih objektivov) ali pa od enostavnejših odstopajo zaradi posebnosti (npr. vrtljiv zaslon in vrtljiv objektiv, tipalo 25 MPx).
Ena izmed prednosti je tudi elektronsko iskalo, ki preprečuje paralakso.

### Zrcalno-refleksni fotoaparati
V zgornjem kakovostnem razredu je danes največ zrcalnorefleksnih fotoaparatov s samodejnim ostrenjem slike. Njihova poglavitna značilnost je neposredno upravljanje z objektivom. Zrcalce v aparatu odbija svetlobo iz objektiva navzgor v prizmo, ki pravilno obrnjeno sliko pošlje v iskalo, da lahko vnaprej vidimo, kaj bo na posnetku, tik pred zajemom slike pa se zasuka navzgor in svetlobi odpre pot do tipala ali filma.
Obstajajo seveda fotoaparati, ki nekatere stvari naredijo bolje od zrcalnorefleksnega, denimo posnetki brez geometričnega popačenja pri fotografiranju arhitekture, za kar so bile veliko primernejše profesionalne mehovke, toda med vsemi današnjimi je ravno zrcalnorefleksni fotoaparat najbolj vsesplošno uporaben, saj ga lahko s široko izbiro objektivov in dodatkov (npr. ločena elektronska bliskavica, meh in predleče za bližinske posnetke, okularji z dioptrijo, telekonverterji, žični in daljinski sprožilec) uporabljamo za vse zvrsti fotografije: portretno, krajinsko, makro, reportažno, tudi športno, in reklamno fotografijo.
Fotografiramo lahko popolnoma avtomatsko ali pa večino dela opravimo ročno. Izbiramo lahko med nastavitvijo zaklopa, osvetlitvenega časa, izbiramo moč bliskavice, nastavimo način beline ... Uporabnik ima med popolno avtomatiko – primerno za začetnike, vajene kompaktnih aparatov, – in povsem ročnimi nastavitvami še vrsto vmesnih prednastavljenih možnosti.

## Zgradba

### Ohišje
Od velikosti, sestave in debeline ohišja je odvisno, kako dober oprijem ima in kako dobro je elektronika zaščitena pred vlago in prahom. Seveda pa je fotoaparat tudi dražji, če ima zelo dobro ohišje.

### Objektivi
Objektiv (angleško lens) je iz leč sestavljena optična naprava, ki prikaže sliko objekta. Sestoji iz zaslonke in iz cevastega plastičnega ali kovinskega ohišja, v katerem je več zbiralnih in razpršilnih leč iz prozornih snovi in različnih lomnih količnikov. Za kakovost fotografskega posnetka je objektiv odločilnega pomena, kot celota pa svetlobo vedno zbira, nikoli razpršuje.
Objektivi imajo lahko stalno ali spremenljivo goriščno razdaljo. Če ima objektiv spremenljivo žariščnico, ima možnost povečave, t. i. zum (angleško zoom).
Med najvažnejšimi podatki objektiva sta goriščna razdalja (razdalja med optičnim središčem leče in njenim goriščem), pri zumih pa njen razpon in svetlobna jakost. 
Pri boljših fotoaparatih lahko objektive menjamo. Taki objektivi so praviloma boljši in dražji od tovarniško pritrjenih. Imajo posebne okrove, ki poskrbijo, da so trdno pritrjeni na ohišje. Kot rečeno, imajo lahko stalno ali pa spremenljivo goriščno razdaljo. Prednost prvih je, da jih je lažje izdelati in je razmerje med ceno in kakovostjo zatorej pri njih ugodnejše, lahko imajo precej večjo svetlobno jakost, so relativno lažji, v povprečju imajo tudi boljšo sliko (ostrina in geometrijska pravilnost slike). Njihova slabost je ta, da potrebujemo za vsako goriščno razdaljo poseben objektiv, čemur se izognemo z zumom. Ta je navadno dražji, ima manjšo svetlobno jakost in, zlasti pri uporabi najkrajše žariščnice, geometrijsko nekoliko popačeno sliko.
Svetlobno tipalo je pri digitalnih fotoaparatih navadno precej manjše od 35-milimetrskega filma, zato je goriščna razdalja veliko krajša. Zaradi tega se lahko uporablja vgradne objektive z občutno manjšim razponom goriščnic. Tako objektiv z razponom 8 – 24 mm ustreza 35 – 115 mm pri analognih fotoaparatih za 35-milimetrski film. Izmenljive objektive in tipala velikosti 35 milimetrov imajo le zrcalnorefleksni fotoaparati.
Večina digitalnih fotoaparatov ima 4-kratno optično in 10-kratno digitalno povečavo (angleško zoom), vendar ju ne gre enačiti. Slika, ki nastane s programsko povečavo, poveča velikost pikslov, ali pa mednje vriva nove, kar poslabša kakovost.

### Bliskavica
Vgrajena bliskavica (pogovorno tudi fleš) omogoča fotografiranje slabše osvetljenih motivov. V primerjavi z zunanjimi bliskovnimi enotami je razmeroma šibka in omogoča osvetlitev predmetov, oddaljenih do 5 metrov, odvisno tudi od kakovosti bliskavice.

### Sprožilni gumb
Kompaktne digitalne kamere imajo digitalno nadziran sprožilni gumb in zaklopko, zaradi česar se po pritisku ne sliši značilnega zvoka.

### Svetlobno tipalo
Digitalni fotoaparati imajo namesto filma svetlobno tipalo, slike pa shranjujejo na raznovrstne pomnilniške medije. Tipalo je sestavljeno iz mnogotočkovnih senzorjev, ki vsrkajo svetlobo in zapišejo podatke v binarni obliki v surovo datoteko. Število megapikslov nam pove, koliko slikovnih točk ima tipalo.

### Pomnilniški medij
Ko motiv fotografiramo, moramo digitalni zapis shraniti za kasnejši ogled, tiskanje ali obdelavo. Večina kompaktnih fotoaparatov ima majhen pomnilnik flash ki omogoča pretvorbo surove slikovne datoteke v stisnjen format, najpogosteje JPEG, in shranjevanje. Največja pomanjkljivost notranjega pomnilnika je v majhni kapaciteti, zato ima fotoparat ob strani tudi režo za spominske kartice. Izdelovalci digitalnih fotoaparatov se odločajo za različne vrste pomnilniških kartic. Sony uporablja kartice Memory Stick, ki so jih zasnovali sami, Olympus kartice xD, drugi pa večinoma cenene kartice SD. Digitalni zrclanorefleksni fotoaparati shranjujejo predvsem na kartice CF.

### LCD-zaslon
Digitalni fotoaparati imajo na zadnjem delu ohišja zaslon LCD (angl. Liquid Crystal Display, zaslon na tekoče kristale), s katerim lahko pregledujemo že narejene posnetke, spreminjamo nastavite, zajemamo videoposnetke. Pri večini fotoaparatov nadomešča optično iskalo in prikazuje sliko v realnem času.

### Avdio-video in izhod USB
Videoizhod, ki ga ima večina digitalnih fotoaparatov, omogoča prikazovanje posnetkov na televiziji. Pomembno je, da je videoizhod na kameri v skladu s standardom TV sprejemnika (v Evropi: PAL, v Severni Ameriki: NTSC). Nekatere kamere imajo poleg videoizhoda tudi avdioizhod, ki omogoča predvajanje večpredstavnostnih posnetkov. 
Izhod USB s pomočjo podatkovnega kabla omogoča povezavo z računalnikom (prenos slik). Če želimo fotografije obdelovati in natisniti, jih lahko v računalnik prenesemo tudi prek drugih kabelskih povezav, npr.: FireWire (ognjena žica), SCSI (angl. Small Computer System Interface, vmesnik malega računalnika).

### Enota za napajanje
Digitalni fotoaparati porabijo, v primerjavi z analognimi, precej električne energije. Pri sočasni uporabi zaslona LCD in bliskavice navadne baterije zadostujejo le za enodnevni izlet. Zaradi tega ima večina fotoaparatov priložene akumulatorske baterije za večkratno uporabo, ki so običajno nadomestljive z navadnimi baterijami. Le boljši uporabljajo zmogljive akumulatorje, ki omogočajo do 1000 posnetkov. Studijske kamere imajo pogosto namesto baterij adapter AC .

### Optično iskalo
Iskalo je majhno okence, v katerem vidimo to, kar bo ob pritisku na sprožilec zajelo svetlobno tipalo. Z iskalom lahko poiščemo motiv in določimo kompozicijo fotografije. Preprosta optična iskala (pogovorno: kukalo) so ločena od objektiva, zaradi česar večkrat pride do napak, zlasti pri bližnjih predmetih ali ogromnih povečavah - paralaksa. Večinoma so vsa iskala povezana z mehanizmom za povečavo, le boljša med njimi pa tudi z mehanizmom za ostrenje.
Nekateri digitalni fotoaparati imajo v iskalu zaslon, povezan s tipalom. Tako v iskalu vidimo točno tisto, kar bo posneto na tipalu. Dodatna prednost zaslona je tudi, da je ta lahko osvetljen in vidimo bodočo fotografijo tudi v slabih svetlobnih razmerah, ko bo uporabljena bliskovnica.

## Galerija starih fotoaparatov
- Fotoaparat na meh in plošče
- Star studijski fotoaparat (za portrete)
- Fotografski aparat Leica II, model iz leta 1932